# Place Reine Astrid (Jette)
La place Reine Astrid (en néerlandais : Koningin Astridplein) est une place du centre de la commune bruxelloise de Jette. Le nom de la place fait référence à feu la reine Astrid de Suède, décédée en 1935. La place est également (voir plus) connue sous le nom de place du Miroir (en néerlandais : Spiegelplein) par les habitants de la région bruxelloise.

## Histoire
Le nom place du Miroir fait peut-être référence à une auberge, ou une taverne, qui s'y trouvait au Moyen Âge. Le nom de cette auberge était 't Spiegelhuys. C'était un lieu de rencontre pour les jeunes de Molenbeek et de Jette. L'auberge a ensuite été transformée en salle de banquet 'De Spiegel'.
Un immeuble a été démoli vers la fin du XIXe siècle. Cela a créé un espace ouvert, qui a ensuite été transformé en carré. Il a été populairement rebaptisé « Het Spiegelplein ».
En 1935, le nom officiel de la place est devenu le place Reine Astrid, du nom de la reine récemment décédée qui était extrêmement populaire.

### Travaux
En septembre 2015, des travaux majeurs ont eu lieu sur et autour de la place du Miroir. L'intention était de rendre cette place sans voiture. Un parking souterrain a donc été aménagé sous la place, afin que les visiteurs et habitants de Jette puissent garer leur voiture plus facilement.
Les travaux faisaient partie du projet ligne 9. Cette ligne de tram relie maintenant le Heysel et l'UZ-VUB, à Simonis.
Les travaux se sont déroulés en plusieurs phases. La première phase (septembre 2015 à avril 2016) concernait l'assainissement. La deuxième phase a été le creusement du parking souterrain et sa construction. Après cela, le place du miroir elle-même a été rénovée. L'ensemble du projet a été achevé à l'automne 2018.
Pour Sonia Lavadinho, anthropologue urbaine, la place est "un espace public réussi".

## Marché
Un marché dominical avec près de 170 étals se tient depuis de nombreuses années sur la place.